# University of Georgia
De University of Georgia (UGA) is een Amerikaanse openbare onderzoeksuniversiteit gevestigd in Athens in de staat Georgia. De universiteit werd opgericht op 27 januari 1785 als Franklin College.
De oude Noordcampus van de universiteit is erkend als bouwkundig erfgoed in het National Register of Historic Places. Naast de universitaire campussen in Athens zijn er campussen in Tifton en Griffin. De universiteit heeft ook twee satellietcampussen in Atlanta en Lawrenceville.